# دمبا سوو
دمبا سوو (انگلیسی: Demba Sow؛ زادهٔ ۳ ژوئیهٔ ۱۹۹۳) بازیکن فوتبال اهل موریتانی است.
از باشگاه‌هایی که در آن بازی کرده‌است می‌توان به باشگاه فوتبال لو آور اشاره کرد.
وی همچنین در تیم ملی فوتبال موریتانی بازی کرده‌است.